# Il castello errante di Howl
Il castello errante di Howl (ハウルの動く城?, Hauru no ugoku shiro) è un film d'animazione del 2004 scritto e diretto da Hayao Miyazaki, prodotto dallo Studio Ghibli e tratto dal romanzo omonimo del 1986 di Diana Wynne Jones.
Il film presenta molte delle caratteristiche tipiche delle opere di Miyazaki: ha come protagonista una ragazza forte e carismatica, c'è un conflitto militare combattuto attraverso mezzi volanti, esiste la magia, e l'ambientazione ricorda l'Europa degli inizi del Novecento.
Il film è stato presentato in concorso alla 61ª Mostra internazionale d'arte cinematografica di Venezia, conquistando l'Osella d'oro. È uscito nelle sale italiane l'anno successivo, il 9 settembre 2005, in concomitanza con la 62ª Mostra internazionale d'arte cinematografica di Venezia durante la quale Miyazaki è stato premiato con il Leone d'oro alla carriera, facendo così di Miyazaki l'unico regista di film d'animazione a conquistare sia l'Oscar sia il Leone d'oro.

## Trama
Sophie è una ragazza di 18 anni semplice e appassionata del suo lavoro presso il negozio di cappelli lasciatole dal padre defunto. La sua nazione è impegnata in una guerra contro un regno vicino, che sta cercando il suo principe scomparso. Un giorno, mentre Sophie sta andando in pasticceria a trovare sua sorella minore Lettie, viene importunata da due soldati presenti in città per l'imminente guerra, ma viene salvata da un avvenente ragazzo. Costui è il misterioso mago Howl, il quale prova subito simpatia per la ragazza. A causa delle attenzioni ricevute dal mago, Sophie, tornata in negozio, riceve una visita della Strega delle Lande Desolate: la strega da tempo ricerca il cuore di Howl per averlo tutto per sé, e scaglia una maledizione sulla ragazza, trasformandola in un'anziana donna e impedendole di rivelare la verità sulla propria condizione.
Non potendo nascondere il suo nuovo aspetto, Sophie scappa via e si incammina verso le Lande Desolate. Mentre cerca un bastone che possa aiutarla a scalare le montagne, trova in una siepe uno spaventapasseri animato dalla testa di rapa. Chiede allora a "Testa di Rapa", il nome che dà allo strano essere, un rifugio per la notte e lui la conduce alla dimora del mago Howl: un castello in grado di spostarsi da un posto all'altro. Lì, Sophie incontra il demone del fuoco Calcifer che alimenta il castello. Questi si accorge della maledizione di Sophie e i due stringono un patto: nel momento in cui lei scioglierà il patto che lo lega al castello e a Howl, lui scioglierà la maledizione che la rende una donna anziana.
La mattina successiva, Sophie scopre che Markl, il giovane apprendista di Howl, usa una porta magica per spostarsi verso quattro luoghi diversi dove Howl è conosciuto con varie identità. Il primo luogo sono le Lande Desolate; il secondo è la capitale Kingsbury, nella quale è conosciuto come "il mago Pendragon"; il terzo è una cittadina marittima lontana dalla guerra, dove Howl vive sotto lo pseudonimo di Jenkins; il quarto è un luogo misterioso che solo Howl visita. 
Sophie si presenta a Markl e Howl come la donna delle pulizie del castello, assunta da Calcifer, ma Howl capisce subito che la donna è in realtà la giovane ragazza incontrata e salvata il giorno prima. In breve tempo, Sophie si adatta alla vita del castello e scopre che Howl e Calcifer sono legati indissolubilmente: se uno muore, morirà anche l'altro.
Pian piano Sophie lega sempre di più con la sua nuova famiglia, a cui si aggiunge anche Testa di Rapa. Un giorno, il re convoca Howl per combattere in guerra, e Sophie scopre che l'uso delle molteplici identità da parte di Howl ha proprio lo scopo di non essere obbligato ad obbedire alla corona. Tuttavia, Howl teme Madame Suliman, maga di corte e sua ex maestra, e chiede a Sophie di presentarsi come la madre di Pendragon e convincere il re a non farlo andare in guerra in quanto troppo codardo per combattere. Inoltre, le regala un anello magico che possa condurla da Calcifer in caso di pericolo.
A palazzo, Sophie incontra il cagnolino Heen e la Strega delle Lande Desolate, che, dopo essere stata allontanata cinquant'anni prima, cerca di riconquistare il patrocinio della casa reale. Invece di accoglierla, la maga Suliman punisce la strega privandola di ogni potere e facendole assumere la sua vera forma: quella di un'innocua vecchietta, con pochi ricordi delle sue azioni passate, tra cui l'ossessione per il cuore di Howl. Suliman poi spiega a Sophie che Howl incontrerà la stessa sorte se non contribuirà alla guerra. Sophie, prendendo le difese di Howl, protesta con veemenza, indebolendo l'incantesimo della strega grazie all'amore nelle sue parole e tornando giovane per qualche istante. Suliman, comprendendo i sentimenti di Sophie, si rende conto che è lei il punto debole di Howl.
Proprio in quel momento, quest'ultimo giunge assumendo le sembianze del re per salvare Sophie, ma la sua copertura salta quando il vero re entra nella sala. Suliman cerca quindi di intrappolare Howl, ma lui e Sophie riescono a fuggire insieme alla Strega delle Lande Desolate, ormai inerme, e al cane Heen. Mentre Howl distrae gli inseguitori, il suo anello magico consente a Sophie di tornare da Calcifer. Le identità di Jenkins e Pendragon non sono più al sicuro ma, grazie alla magia di Howl, i soldati inviati a irrompere nelle due case trovano solo ruderi.
Sophie scopre che Howl si trasforma in un uccello capace di interferire nello svolgimento della guerra, ma ad ogni trasformazione diventa per lui più difficile tornare alla forma umana. Howl inoltre, per assicurare una maggiore copertura, apporta delle modifiche al castello, operando un "trasloco magico" che cambia due delle uscite della porta magica: una nuova uscita corrisponde alla casa di Sophie, mentre un'altra alla residenza d'infanzia di Howl, un dono che fa alla ragazza: un'abitazione in montagna che sorge su un lago, circondata da prati in fiore. Camminando estasiata per il meraviglioso prato regalatole, la ragazza cambia continuamente aspetto, da vecchia a giovane e viceversa, fino a che non si stabilizza temporaneamente su un aspetto giovane con i capelli color argento. Mentre passeggiano per il giardino, una nave bombardiere vola sopra la casa di Howl ed egli, inorridito dalla quantità di bombe al suo interno, ne provoca il malfunzionamento. Tuttavia i sottoposti di Suliman attaccano i due e Howl è costretto a nascondere Sophie nel castello, mentre lui torna a combattere.
Sophie capisce che in lei sono sempre più forti due sentimenti: il primo è il terrore che Howl stia cominciando a perdere inesorabilmente la propria umanità, il secondo è l'amore che da tempo prova per il mago, ma che continua a rifiutarsi di mostrare a causa della propria maledizione.
Qualche giorno dopo, la madre di Sophie visita la casa della figlia e la riconosce nonostante il suo aspetto anziano: la madre è contenta di vedere la figlia ma, essendo stata minacciata da Suliman è costretta a lasciarle una borsa contenente un "insetto spione" e un sigaro. La Strega delle Lande Desolate scopre l'insetto e lo distrugge dandolo in pasto a Calcifer, ma a causa di ciò quest'ultimo si ammala e diventa incapace di proteggere il castello. Quando Markl apre le finestre per arieggiare la stanza in cui la Strega delle Lande Desolate ha fumato il sigaro, la copertura rischia di saltare di nuovo.
Proprio in quel momento la città subisce un bombardamento a tappeto da aerei nemici, mentre gli emissari di Suliman invadono il negozio di fiori, che prima del "trasloco" era il negozio di cappelli. Arrivato appena in tempo per proteggere la casa dai bombardamenti, Howl guarisce Calcifer, ripristinando le difese della casa, e riparte confidando a Sophie di non voler più scappare, perché adesso ha trovato qualcuno da proteggere, cioè lei. Sophie però non vuole che Howl combatta, quindi convince Calcifer ad andare in aiuto di Howl abbandonando il focolare e distruggendo così il castello, la cui integrità dipendeva interamente dalla presenza del demone al suo interno. Quando tutto è ormai distrutto, Calcifer riprende possesso del vecchio focolare e, grazie alla treccia di capelli che gli dona Sophie, recupera le forze perse e crea una versione più piccola del castello errante.
La Strega delle Lande Desolate intuisce che il cuore di Howl è custodito dalle fiamme di Calcifer e lo afferra. Prendendo il cuore di Howl, la strega cattura anche Calcifer, il quale rischia di ucciderla col calore che genera, ma l'anziana non vuole lasciarlo. Per salvarla dalla combustione, Sophie butta addosso alla strega e a Calcifer dell'acqua. Con Calcifer quasi estinto, ciò che resta del castello si rompe in due parti, una in cui si trovano Sophie e Heen, che cadono in un dirupo, l'altra in cui si trovano Markl e la Strega, con l'ormai debole Calcifer ancora nelle sue mani.
In fondo al dirupo Sophie è sopravvissuta, ma cade nella disperazione. Mentre singhiozza, l'anello che le aveva dato Howl emana una luce che indica la porta magica del castello, caduta assieme a lei. La ragazza cammina attraverso di essa con Heen: i due si ritrovano nel passato di Howl. Sophie vede la casa d'infanzia di Howl e il momento in cui Howl e Calcifer, all'epoca una stella cadente, avevano stipulato il loro patto. Improvvisamente Sophie viene risucchiata nel tempo presente, ma prima di partire riesce a urlare ai due chi è e che, se la aspetteranno, in futuro arriverà ad aiutarli.
Tornata nel presente, la ragazza trova Howl, ormai perso nella forma di uccello. Ringraziandolo con un bacio gli chiede di portarla da Calcifer. Quando raggiungono gli altri Howl diventa di nuovo umano e Sophie supplica la strega di restituire il cuore, che la ragazza, con l'accordo di Calcifer, mette di nuovo nel petto di Howl. Calcifer torna così nella sua forma originale e vola via, ma la magia così si dissolve e i resti del castello scivolano giù per il pendio della montagna. Solo il sacrificio di Testa di Rapa, che frena la caduta della struttura, evita la tragedia. Grata per il suo coraggio, Sophie gli dà un bacio, restituendogli le originali apparenze del principe Justin, che era stato maledetto da una strega fino a che non avesse ricevuto un bacio dal suo vero amore.
Ormai Sophie è tornata al suo aspetto giovanile, ma coi capelli argentati, e Howl recupera le forze grazie al suo cuore. Il principe Justin accetta che Sophie sia innamorata di Howl e torna nel suo regno per concludere la guerra; anche Suliman, che spia il gruppo utilizzando il cane Heen, decide di porre fine ai combattimenti. Calcifer invece, rendendosi conto che non può sopportare di lasciare i suoi amici, torna da loro.
Mentre gli aerei bombardieri tornano indietro perché la guerra è finita, gli innamorati Howl e Sophie vivono in armonia insieme agli altri in un nuovo castello errante in volo, alimentato da Calcifer di sua spontanea volontà.

## Personaggi
- Sophie Hatter (ソフィーハッター?, Sofi Hattā): ragazza di 18 anni che viene trasformata in vecchietta dalla Strega delle Lande Desolate. Si innamora di Howl, ricambiata.
- Howl (ハウル?, Hauru): mago che abita in un castello magico che si muove per le Lande Desolate apparentemente senza meta. In realtà Howl è alla ricerca proprio di Sophie, l'unica in grado di sciogliere il terribile incantesimo che lo tiene legato a Calcifer.
- Strega delle Lande Desolate (荒地の魔女?, Arechi no Majo): vecchia strega che grazie alla sua magia riesce ad apparire molto più giovane di quello che è. Innamorata di Howl e gelosa di Sophie, la trasforma in una vecchia con un maleficio tanto potente che neppure lei è in grado di sciogliere.
- Calcifer (カルシファー?, Karushifaa): demone del fuoco che in cambio del cuore di Howl ha accettato di diventare suo schiavo. Usa il plurale maiestatico ed è rappresentato come un personaggio buffo e divertente.
- Markl (マルクル?, Marukuru): bambino allievo di Howl.
- Suliman (サリマン?, Sariman): antica maestra di Howl e maga di corte.
- Heen: cane della maga Suliman, che accompagna Sophie al castello reale.
- Rapa o Testa di Rapa: il suo vero nome è Justin ed è il principe del regno vicino, trasformato in spaventapasseri da un maleficio: solo il bacio della ragazza amata può spezzare la maledizione.
- Honey Hatter: madre di Sophie, compare solamente in tre scene all'inizio del film, quando Sophie è stata appena trasformata in vecchietta, e quando, con la scusa di dire alla figlia che si è appena risposata, si introduce nel castello di Howl.

## Produzione
Nel settembre del 2001 lo Studio Ghibli rese pubblica la notizia della produzione di due film: La ricompensa del gatto e un adattamento del romanzo della scrittrice inglese Diana Wynne Jones Il castello errante di Howl.
Quest'ultimo progetto venne avviato da Miyazaki che, secondo alcune fonti, trovò l'ispirazione in una visita al mercato di Natale di Strasburgo. Egli rielaborò lo scritto della Jones, adattandolo come sceneggiatura, e poi decise di affidare la regia ad un animatore e regista della Toei Animation, Mamoru Hosoda. Quest'ultimo però non venne visto di buon occhio dai capi dello Studio Ghibli, che alla fine gli impedirono di girare il lungometraggio. Il lavoro rimase fermo fino al febbraio del 2003, quando Miyazaki prese l'iniziativa di ricoprire anche il ruolo di regista.
Il processo di lavorazione del film richiese molto tempo. Il cineasta giapponese trovò forti ispirazioni per la costruzione del maniero di Howl nei lavori futuristi di Albert Robida, mentre per l'ambientazione nell'architettura degli edifici storici di Colmar e di Riquewihr, nell'Alsazia. In un'intervista affermò inoltre che un forte impatto per la creazione de Il castello errante di Howl gli venne dato anche dalla Guerra in Iraq, evento che lo turbò profondamente.
L'animazione fu realizzata grazie alla fusione fra tecniche digitali e analogiche: la CGI per animare il castello utilizzò circa 1'400 disegni (finiti il 16 gennaio 2004) fatti a mano e colorati con l'acrilico, trasportati al PC tramite uno scanner e poi montati su un modello tridimensionale. Il 25 giugno vennero effettuati i preparativi per l'animazione e il controllo completo venne completato il giorno successivo.

## Ambientazione
Gli avvenimenti si svolgono in una nazione vagamente mitteleuropea di fantasia che può ricordare l'Alsazia, l'Austria o la zona dell'Istria negli anni precedenti alla prima guerra mondiale, nonché le montagne delle Alpi. Alcuni edifici delle città ricordano quelli della città alsaziana di Colmar, che Miyazaki ha riconosciuto come una fonte di ispirazione per l'ambientazione del film, altri la Vienna di epoca imperiale.
L'ambientazione tra il tardo Ottocento e il primo Novecento e la presenza di automobili e macchine da guerra con una tecnologia ibrida da quella dell'epoca e quella fantascientifica collocano l'opera anche nel filone steampunk.

## Colonna sonora
La colonna sonora del film venne composta e arrangiata da Joe Hisaishi che aveva già lavorato in altri film di Miyazaki.

## Distribuzione
La première mondiale del film avvenne il 5 settembre 2004 alla Mostra internazionale d'arte cinematografica di Venezia, mentre la proiezione nelle sale cinematografiche giapponesi iniziò il successivo 20 novembre.
La distribuzione italiana venne curata dalla Lucky Red, alla prima esperienza con un film Studio Ghibli; l'azienda affidò la localizzazione del film a Gualtiero Cannarsi in veste di adattatore e direttore del doppiaggio, e successivamente gli confermò questi ruoli anche per tutti gli altri film della casa di produzione giapponese fino al 2016. Il doppiaggio in lingua inglese, come da consuetudine per un film Studio Ghibli, fu eseguito dai Pixar Animation Studios sotto la supervisione del regista Pete Docter.

### Edizioni home video

#### DVD
Il DVD de Il castello errante di Howl è stato messo in commercio in Italia il 22 febbraio 2006 in due versioni, una standard disco singolo e una denominata Special Edition a disco doppio.
Disco 1 (edizione standard e Special Edition)film
- Formato disco: doppio strato
- Formato video: 1.85 PAL
- Tracce audio: giapponese Dolby Digital 5.1; italiano Dolby Digital 5.1
- Sottotitoli: italiano
- Contenuti extra: trailer

Disco 2 (solo Special Edition)contenuti speciali
- Trailer cinematografico originale
- Spot TV
- Intervista con Diana Wynne Jones
- Intervista con Pete Docter
- La visita di Hayao Miyazaki alla Pixar
- Documentario: la computer graphic del film
- Filmografia
- Galleria fotografica

#### Blu-ray Disc
Il 26 settembre 2011 il film è stato pubblicato in Blu-ray Disc.

## Accoglienza

### Incassi
Il film è stato un successo al box office, incassando nel solo Giappone la cifra di 190 milioni di dollari e raggiungendo un incasso mondiale di $235'184'110, diventando così, insieme a La città incantata, uno dei film dello Studio Ghibli di maggior successo.

### Critica
Il castello errante di Howl ha ricevuto critiche e recensioni molto positive. La rivista Empire l'ha collocato alla posizione numero 230 della classifica dei 500 migliori film della storia del cinema. Sul sito Rotten Tomatoes ha ottenuto l'88% di freschezza su un totale di 185 valutazioni, mentre nel sito Metacritic è valutato con un punteggio di 82/100 basato su 40 recensioni di critici specializzati. Su Internet Movie Database il film ha una media voto pari a 8.2.
Anche in Italia il film è stato accolto molto positivamente sia dalla critica specializzata che dal pubblico.

## Riconoscimenti
Il film ottiene diverse candidature ai premi cinematografici più importanti, fra cui quella ai Premi Oscar 2006 come Miglior film d'animazione. Il film non vinse il Leone d'oro, per cui era in concorso nel 2004, ma l'anno successivo il regista Hayao Miyazaki venne comunque premiato con un Leone d'oro alla carriera.
- 2004 - Mostra del Cinema di Venezia
  - Candidatura per il Leone d'oro
  - Osella d'oro
- 2004 - Sitges - Festival internazionale del cinema fantastico della Catalogna
  - Candidatura per Miglior film
  - Audience Award Migliore realizzazione ad Hayao Miyazaki
- 2005 - Satellite Award
  - Candidatura per Miglior film d'animazione
- 2005 - Mainichi Film Concours
  - Reader's Choice Award Miglior film
- 2005 - Los Angeles Film Critics Association Award
  - Migliore musica a Joe Hisaishi, Youmi Kimura
- 2005 - New York Film Critics Circle Awards
  - Miglior film d'animazione
- 2005 - San Diego Film Critics Society Award
  - Miglior film d'animazione
- 2006 - Premio Oscar
  - Candidatura per Miglior film d'animazione
- 2006 - Saturn Award
  - Candidatura per Miglior film d'animazione

- 2006 - Annie Awards
  - Candidatura per Miglior film d'animazione
  - Candidatura per Migliore regia in una produzione d'animazione ad Hayao Miyazaki
  - Candidatura per Migliore scrittura in una produzione d'animazione ad Hayao Miyazaki, Donald H. Hewitt, Cindy Davis Hewitt
- 2006 - Broadcast Film Critics Association Award
  - Candidatura per Miglior film d'animazione
- 2006 - Hollywood Film Festival
  - Animazione dell'anno
- 2006 - Hong Kong Film Awards
  - Candidatura per Miglior film asiatico
- 2006 - Nastro d'argento
  - Candidatura per Regista del miglior film straniero ad Hayao Miyazaki
- 2006 - Golden Reel Award
  - Candidatura per Miglior sound editing in un film d'animazione a Petra Bach, Toru Noguchi, Yukio Hokari, Mizuki Itou, Masaya Kitada, Akihiko Okase
- 2006 - Online Film Critics Society Award
  - Candidatura per Miglior film d'animazione
- 2006 - Young Artist Award
  - Candidatura per Miglior film d'animazione per famiglie
- 2007 - Premio Nebula
  - Migliore sceneggiatura ad Hayao Miyazaki